# Autoritratto (Cifrondi)
L'autoritratto con ritratto di don Francesco Cifrondi è un dipinto olio su tela ospitato nella sacrestia della chiesa di Sant'Alessandro della Croce realizzato da Antonio Cifrondi.

## Storia e descrizione
L'opera è stata scoperta solo nel 1981 dallo storico Lanfranco Ravelli, forse riprendendo la segnalazione del collezionista Antonio Piccinelli della fine Ottocento.
Il dipinto, conservato nella sacrestia della chiesa di Sant'Alessandro in via Pignolo, sarebbe stato realizzato dall'artista nel medesimo anno in cui realizzò la grande tela Martirio di sant'Alessandro posto come pala d'altare della chiesa. L'artista si raffigura nell'atto di realizzare una tela posta su di un cavalletto. L'artista produce il ritratto di un prelato, probabilmente un curato presente nella chiesa. Si mostra con la tavolozza e il pennello. Il suo sguardo rivolto verso l'osservatore, o forse verso chi interrompe temporaneamente il suo lavoro, è sereno anche se stupido dalla visita, in contrasto con l'ambiente molto buio. Questo rende all'opera il carattere di spontaneità e “pensosa amarezza così tipica del Cifrondi” come indica il critico Ravelli. L'artista non indossa però abiti di lavoro, ma un elegante marsina rosso scarlatto con la sciarpa plissettata annodata al collo. Era abbastanza comune raffigurare il proprio ritratto accanto a un ulteriore ritratto, come una tela nella tela.
L'abbigliamento importante come pure lo sguardo sicuro e la raffigurazione degli strumenti necessari alla pittura, indicano la posizione sociale che l'artista aveva raggiunto nella città orobica, 
Il ritratto del prelato posto sul cavalletto, pare essere maggiormente curato dell'autoritratto medesimo dell'artista. La realizzazione propone lavori di Fra Galgario, nel ritratto dentro il ritratto, nonché nei ritratti del prussiano Salomon Adler che aveva eseguito a Milano, e di Andrea Celesti nel colorismo pulviscolare. Il dipinto fu realizzato quando l'artista si trovava a realizzare la grande tela Martirio di sant'Alessandro, nel 1698. La tela fu restaurata nel 1981 a opera del consorzio di Restauro dell'Accademia Carrara.
L'artista realizzò ulteriori autoritratti, tra questi quello conservato nella Pinacoteca Tosio Martinengo probabilmente risalente al 1710.
In occasione della mostra monografica del 2023, Luca Brignoli ha identificato nel ritratto di sacerdote don Francesco Cifrondi, fratello di Antonio che, dalle fonti, sappiamo convivesse col pittore.